# Oni (gemeente)
Oni (Georgisch: ონის მუნიციპალიტეტი, Onis moenitsipaliteti) is een gemeente in het noorden van Georgië met ongeveer 5300 inwoners (2024) en een oppervlakte van 1360 km². De bergachtige gemeente ligt in de regio Ratsja-Letsjchoemi en Kvemo Svaneti in de bovenloop van de rivier Rioni die hier ontspringt. De stad Oni is het bestuurlijk centrum.

## Geschiedenis
Na het uiteenvallen van het Koninkrijk Georgië in de 15e eeuw behoorde het gebied van Oni tot het Koninkrijk Imeretië. Nadat Imeretië in 1804 een protectoraat van het Russisch Rijk was geworden, werd het in 1810 geannexeerd.

### In Russisch Rijk

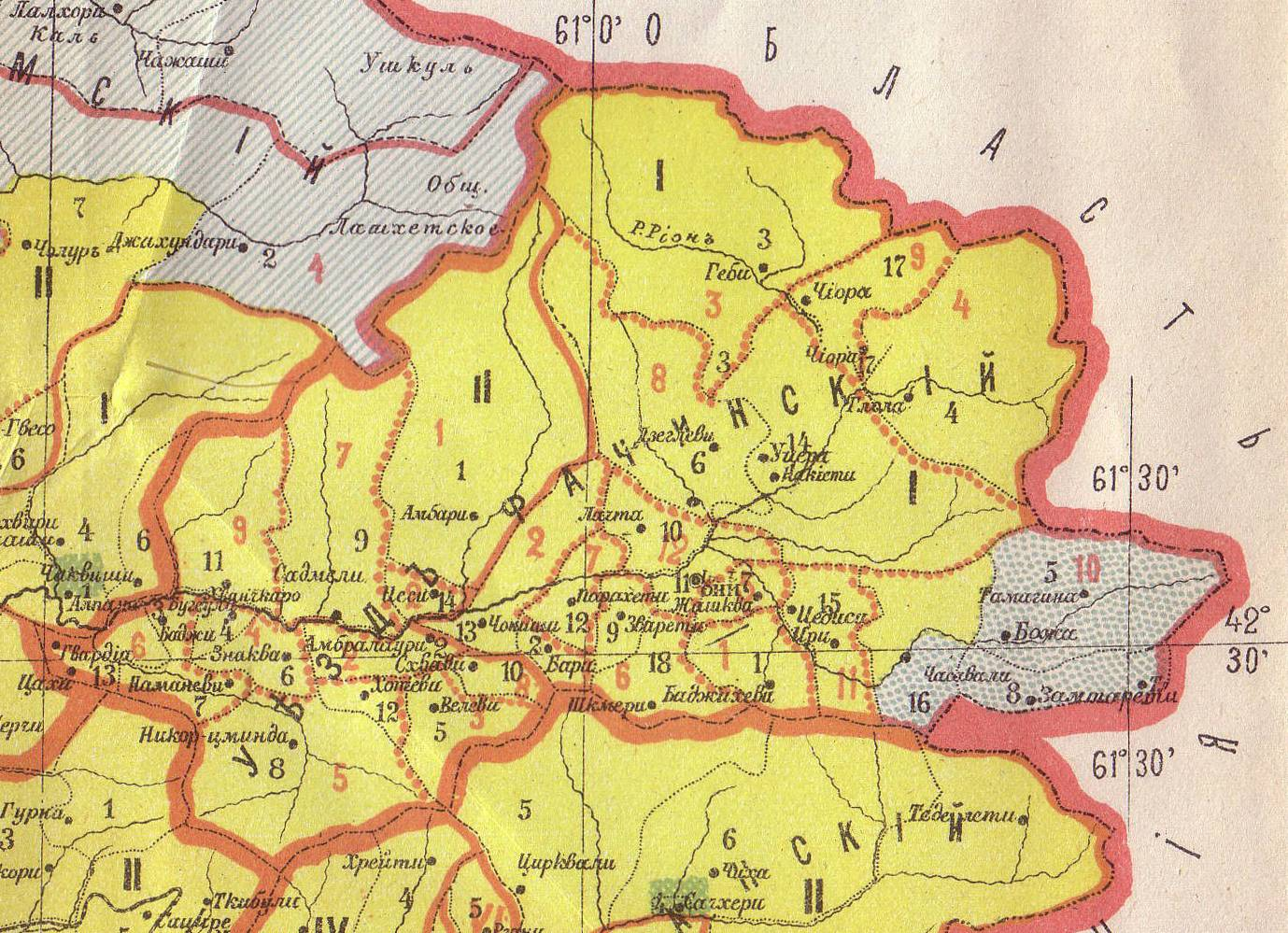
Oetsjastok Oni (I, rechts) in het oejezd Ratsja van het Gouvernement Koetais. Het grijze gebied werd Ossetisch bewoond en ligt tegenwoordig feitelijk in Zuid-Ossetië.

Het koninkrijk Imeretië werd omgevormd in het gelijknamige oblast en werd verdeeld in zes okroegen, waaronder het okroeg Ratsja waar Oni onder viel. In 1840 werd het oblast opgenomen in het Gouvernement Georgië-Imeretië, dat in 1846 weer gesplitst werd in de gouvernementen Tiflis en Koetais. Deze bestuurlijke indeling naar Russische maatstaven legde de basis voor de moderne Georgische indeling.
Het okroeg Ratsja werd omgevormd tot het oejezd Ratsja als onderdeel van Koetais, met de stad Oni als bestuurlijk centrum. Het oejezd was onderverdeeld in twee gemeentelijke districten (oetsjastok, Russisch: yча́сток), te weten Ambrolaoeri en Oni (Онскій участокъ, Onskiy oetsjastok), dat het gebied van de moderne gemeente besloeg.

### Vorming gemeente
Er volgden wat verschuivingen in de jaren 1920 bij de bestuurlijke herindelingen van de Sovjet-Unie, maar in 1930 werd het oetsjastok Oni omgevormd tot rajon (district), welke wezenlijk nog zo bestaat. Het rajon werd in het onafhankelijke Georgië in 1995 toegewezen aan de nieuw gevormde regio Ratsja-Letsjchoemi en Kvemo Svaneti en werd in 2006 omgezet naar een gemeente.

### Osseten
In 1922 werd door het Sovjet-gezag de oostelijke hoek van Oni aan de Zuid-Ossetische Autonome Oblast toegewezen en ingedeeld bij het Zuid-Osseetse district Dzjava. Hier woonde een Ossetische gemeenschap. In 1991, na de Georgische opheffing van de Zuid-Osseetse autonomie, werd dit deel van 386 vierkante kilometer weer aan Oni toegevoegd. Omdat dit gebied effectief onder controle bleef van het afgescheiden Zuid-Ossetië, is deze grenswijziging nooit in de praktijk gebracht.

## Geografie

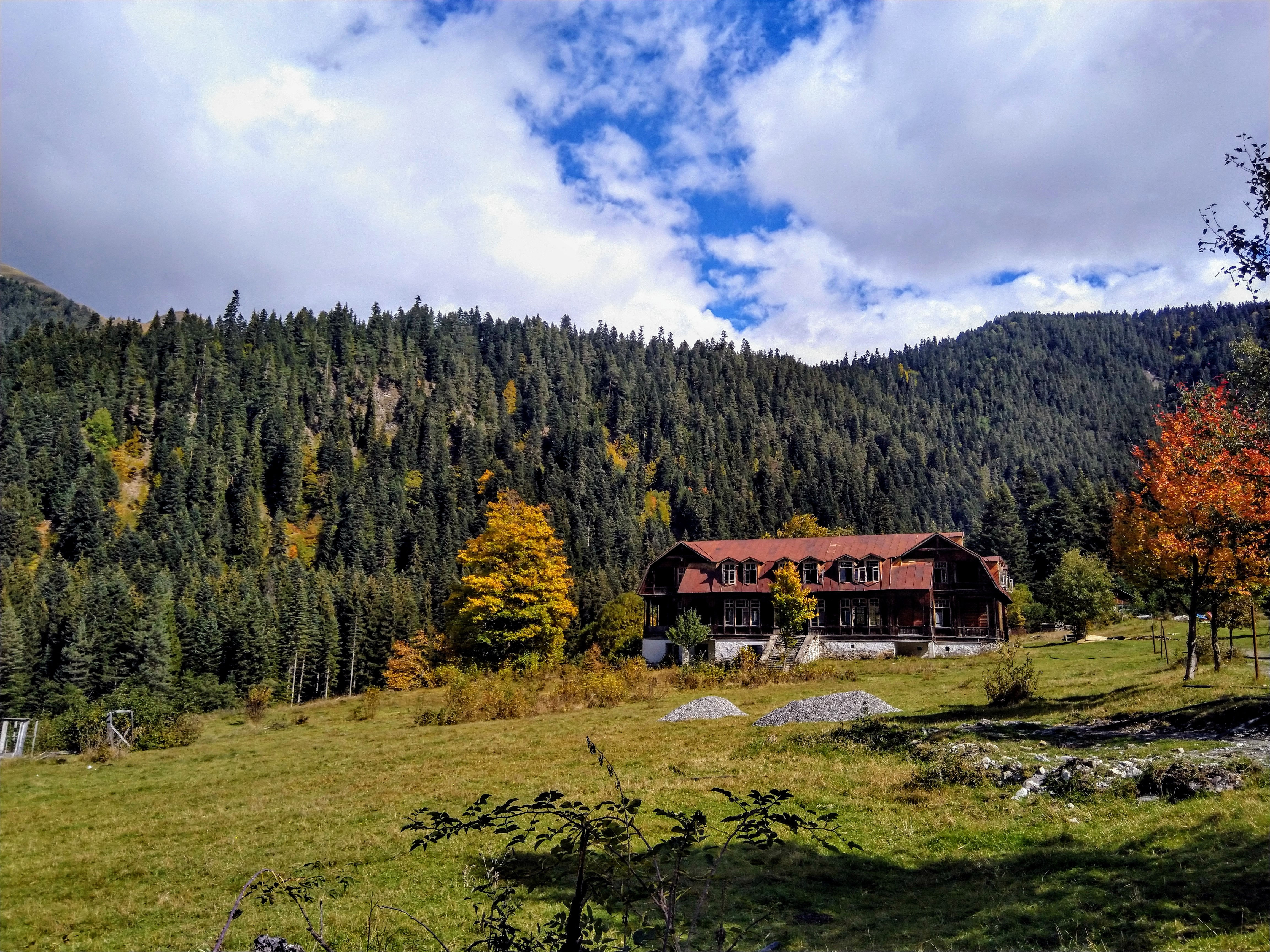
Vakantieoord in Sjovi

Oni ligt in het centrale deel van de Grote Kaukasus en wordt begrensd door zowel de hoofdkam als diverse subgebergtes ervan. De gemeente heeft aan de noordzijde een grens van ongeveer 40 kilometer hemelsbreed met Rusland, die de hoofdkam van de Grote Kaukasus volgt. Er is echter geen grensovergang. Hier liggen de hoogste bergen van de gemeente, met de 4462 meter hoge Tsjantsjachi als hoogtepunt. 
In het westen grenst Oni geheel aan Ambrolaoeri, waarbij het noordelijke deel van deze grens door het Letsjchoemigebergte wordt bepaald. Het zuiden grenst aan de gemeente Satsjchere in de regio Imereti, wat door het Ratsjagebergte gevormd wordt. Een deel van de gemeente Oni, het noordoosten, ligt in het feitelijk door Georgië niet gecontroleerde en afgesloten afscheidingsgebied Zuid-Ossetië, wat de oostgrens van de gemeente feitelijk is.
De Rioni, de langste rivier geheel in Georgië, ontspringt onder de berg Pasismta (3779 m) in de noordwesthoek van de gemeente, bij de grens met Rusland en het stroomgebied ervan vormt de basis van de bewoonde gebieden. Het noorden van de gemeente, de valleien van de rivieren Rioni en Tsjantsjachi, wordt ook wel Berg-Ratsja genoemd. Deze bovenste valleien worden van de rest van de gemeente gescheiden door het Sjoda-Kedelagebergte dat parallel aan de hoofdkam van de Grote Kaukasus ligt. De Rioni stroomt via een kloof door het gebergte richting het stadje Oni. Het zuidelijke deel van de gemeente wordt ook wel Boven-Ratsja genoemd.
De geografie van de gemeente, waarbij de Rioni door een smalle vallei en kloof stroomt, zorgt regelmatig voor aardeverschuivingen en weggespoelde infrastructuur. In 2023 kwamen 33 mensen in het vakantieoord Sjovi om het leven na een modderstroom vanaf een smeltende gletsjer in de hooggelegen gebieden van Oni.

## Demografie
Begin 2024 telde de gemeente Oni 5.287 inwoners, een daling van 14% ten opzichte van de volkstelling van 2014. Het aantal inwoners van hoofdplaats Oni, waar bijna de helft van de gemeente woont, daalde minder sterk. De bevolking van Oni is vrijwel mono-etnisch Georgisch, en bestaat behoudens enkele tientallen jehova's en een tiental joden geheel uit Georgisch-Orthodox gelovigen. De stad Oni had ooit een van de grootste Joodse gemeenschappen in Georgië.
| Gemeente Oni                                                            | -     | -     | 28.654 | 21.784 | 19.016 | 15.493 | 12.318 | 9.277 | 6.130 | 5.675 | 5.287 |  |  |  |
|                                                                         |       |       |        |        |        |        |        |       |       |       |       |  |  |  |
| Oni                                                                     | 1.255 | 2.699 | 3.684  | 4.385  | 6.149  | 6.174  | 5.481  | 3.342 | 2.656 | 2.579 | 2.498 |  |  |  |
| Verantwoording data: Bevolkingsstatistiek Georgië 1897 tot heden. Noot: |       |       |        |        |        |        |        |       |       |       |       |  |  |  |

## Administratieve onderverdeling

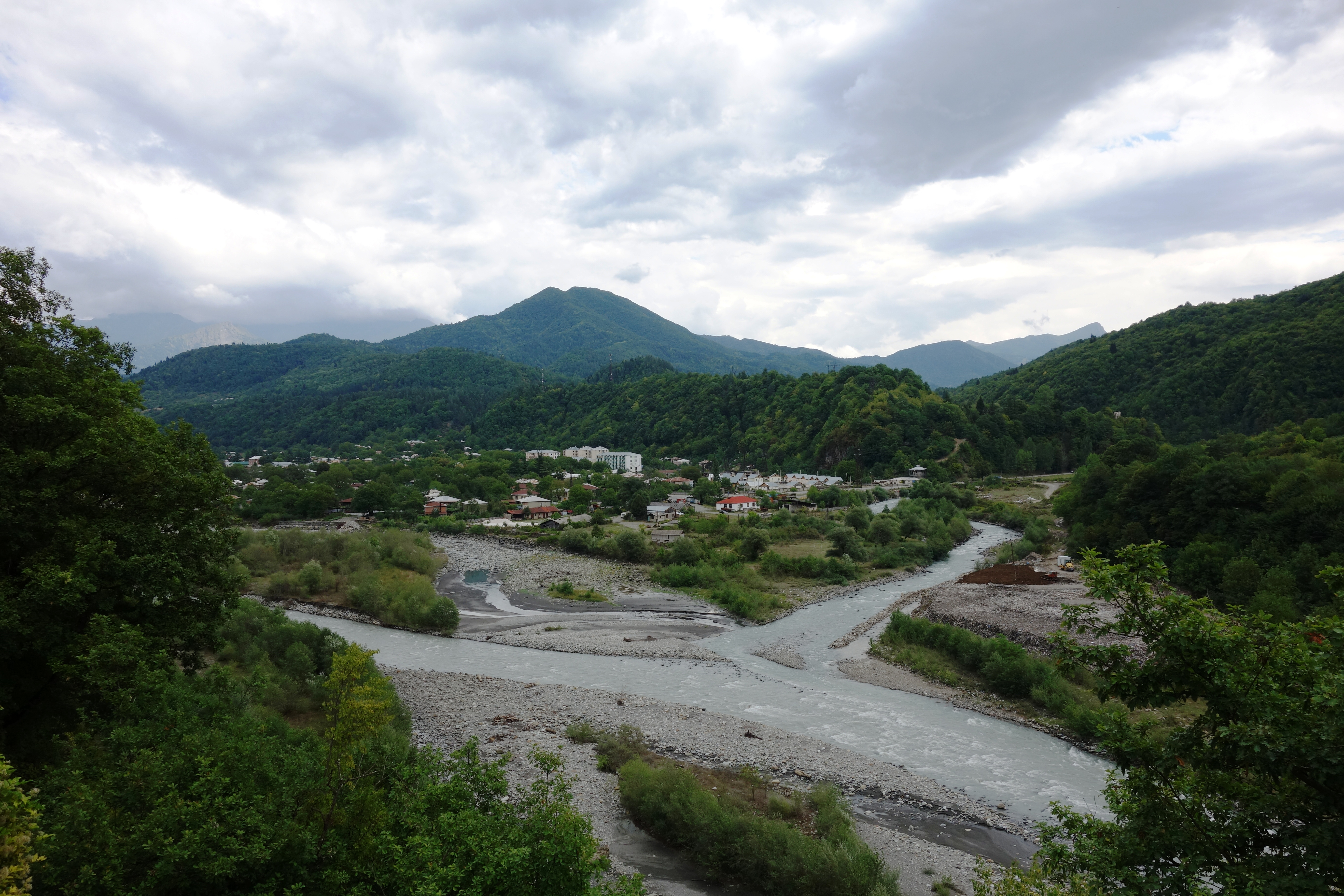
Het bestuurlijk centrum Oni aan de Rioni.

De gemeente Oni is administratief onderverdeeld in 18 gemeenschappen (თემი, temi)  met in totaal 64 dorpen (სოფელი, sopeli) en één stad (ქალაქი, kalaki), het bestuurlijk centrum Oni.

## Bestuur
De gemeenteraad van Oni (Georgisch: საკრებულო, sakreboelo) wordt elke vier jaar gekozen in een gemengd kiesstelsel. Een deel wordt via enkelvoudige kiesdistricten gekozen en een deel via evenredige vertegenwoordiging van gesloten partijlijsten, waarvoor een kiesdrempel geldt van drie procent.
| Partij | Partij                             | 2014 | 2017 | 2021 |
| ------ | ---------------------------------- | ---- | ---- | ---- |
|        | Georgische Droom (GD)              | 23   | 27   | 22   |
|        | Verenigde Nationale Beweging (UNM) | 5    | 2    | 4    |
|        | Voor Georgië                       |      |      | 4    |
|        | Overige partijen                   | 5    | 4    | 3    |
| Totaal | Totaal                             | 33   | 33   | 33   |

## Bezienswaardigheden

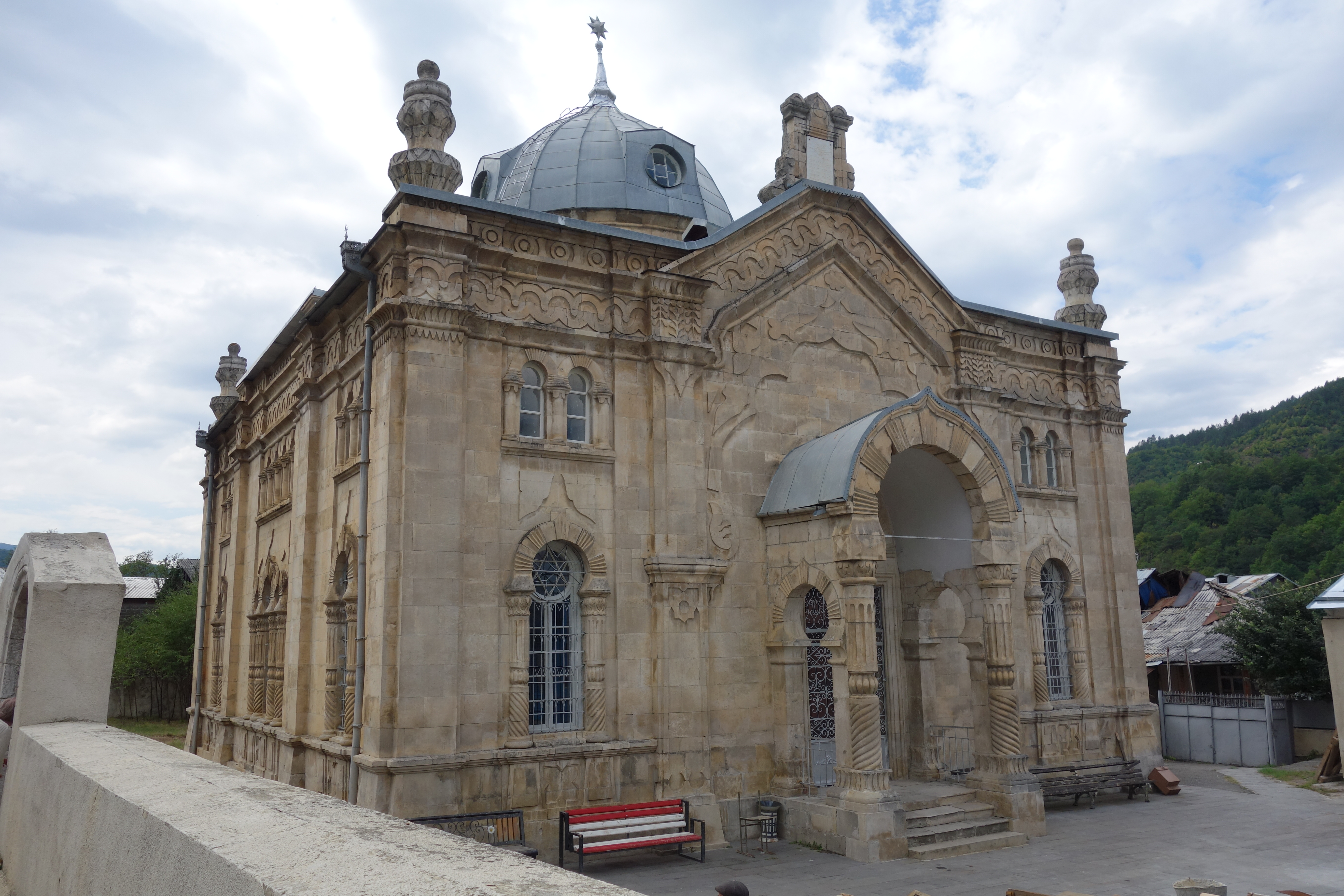
Synagoge van Oni

In Oni zijn diverse natuur- en cultuurhistorische bezienswaardigheden:
- Oni Synagoge uit 1895, een van de grootste in Georgië.[24]
- Ratsja Regionaal Museum.[25]
- Berg-Ratsja in het noorden van de gemeente is een populair bergwandelgebied van waaruit diverse meerdaagse wandelroutes door de bergen te maken zijn. De dorpjes Ghebi, Tsiora, Sjovi en Glola zijn uitvalsbases hiervoor. In het Sjoda-Kedelagebergte zijn onder andere het Oedziromeer[26] en de kenmerkende berg Katitsveri relatief eenvoudig te bewandelen.

## Vervoer

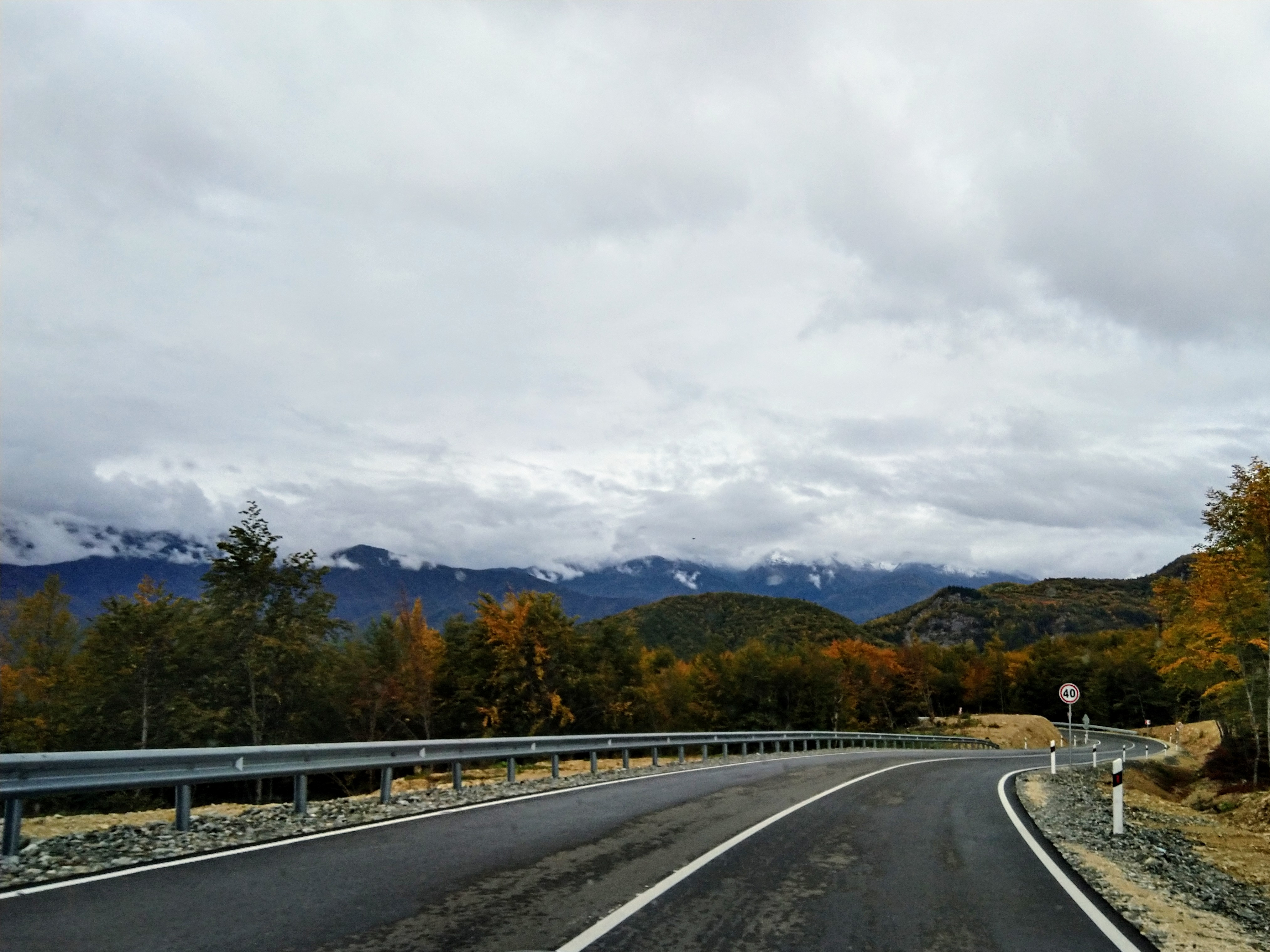
Sh209 door het Ratsjagebergte

Oni kent twee nationale wegen door de gemeente. de nationale route Sh16 volgt vanaf Koetaisi de Rioni stroomopwaarts en gaat via Ambrolaoeri en Oni naar het eindpunt bij de Mamisonpas aan de Russische grens. De weg stond bekend als 'Osseetse Militaire Weg', en werd oorspronkelijk in de 19e eeuw aangelegd in aanvulling op de Georgische Militaire Weg. Sinds de jaren 1990 loopt de weg dood op de feitelijke grens met Zuid-Ossetië, vlak voor de Mamisonpas en de Russische grens. 
Voor een betere ontsluiting van Oni vanaf centraal-Georgië, werd in 2021 de Sh209 geopend. Deze gaat vanaf Satsjchere door het Ratsjagebergte en sluit vlakbij Oni aan op de Oni-Ambrolaoeri weg. De weg bereikt een hoogste punt van bijna 1900 meter boven zeeniveau en vervangt feitelijk de oorspronkelijke route vanaf Gori via Tschinvali door Zuid-Ossetië, die sinds de jaren 1990 feitelijk gesloten is. Het dichtstbijzijnde vliegveld is bij de regionale hoofdstad Ambrolaoeri waarvandaan naar Tbilisi (Natachtari) gevlogen kan worden.